# عباس باقرپور اردکانی
عباس باقر پور اردکانی (زاده ۱۳۵۱) سیاستمدار و دیپلمات اهل ایران است.

## سوابق تحصیلی
- دکترای تخصصی، حقوق بین‌الملل عمومی (۱۳۸۹)، دانشگاه شهید بهشتی، تهران، ایران؛
- کارشناسی ارشد، حقوق بین‌الملل عمومی (۱۳۷۸)، دانشگاه شهید بهشتی، تهران، ایران؛
- کارشناسی، روابط بین‌الملل (۱۳۷۵)، دانشکده روابط بین‌الملل، تهران، ایران.[۱]